# Campana de la mitja del seminario Corpus Christi de Valencia
La campana de la Mitja, que pertenece al grupo de campanas del Seminario Corpus Christi de Valencia, es una pieza de gran valor, tanto histórico como cultural. La campana cuenta con la protección especial dentro del inventario de los bienes culturales del patrimonio valenciano, siendo considerada y catalogada como bien de interés cultural con numero de inventario: 46.250-9999-000544. Esta campana es considerada de la primera sección, clasificado como bien mueble 1ª de la categoría de mueble individual, esta inscrita en BIC ministerio.

## Historia del bien cultural
La campana de la Mitja forma parte del edificio del Colegio Seminario del Corpus Christi, situado en Valencia, en la calle de la Nau, 2, Ciutat Vella, 46003, Valencia. La campana se encuentra ubicada a gran altura en la espadaña del reloj del edificio, bastante inaccesible. Este edicto de 1538 encargado por San Juan Ribera, edificio surgido en la época que aumento el sentimiento de espiritualidad desarrollando así nuevos centros educativos religiosos y poniendo en auge este tipo de bienes.
La campana ha sufrido diversas intervenciones a lo largo de la historia, una de sus intervenciones mas reciente, fue la bajada que sufrió en octubre de 2011 ya que su estado de conservación impedía se que tocara, e incluso podía caer en cualquier momento. La restauración realizada por “2001 Técnica y Artesanía” ha sido financiada por los “Campaneros de la Catedral de Valencia” con motivo del 40 aniversario de los “Campaneros del Patriarca” en 2011, volvió a su lugar el día 28-11-2011.

## Descripción
La campana de la Mitja, realizada en 1605 y hecha en bronce, pese a no estar firmada por un artista, hay detalles que nos deja ver que fue realizada por Vicent Martinez. La campana tiene un diámetro de 50 cm y un peso de 72 kg aproximadamente.
Se observan a detalle diferentes inscripciones en la campana, como una dedicatoria en latín a la Virgen María, cruces y diferentes relieves decorativos que podrían estar vinculados a San Juan de Ribera.
A inicios del siglo XXI se conserva el mazo exterior por la gravedad, y con una ballesta en forma de L para evitar que rebote el mazo. La transmisión pasa por el interior de la cerda. Antigua fijación de la campana a la cerda, con varios herrajes que forman cuña. Esta fijación debe mantenerse, tanto por ser una campana fija como por construir una forma prácticamente única, tiene la instalación original y en caso de rotura puede ser soldada o reemplazada. Su instalación es tradicional y debe ser conservada. Cualquier mecanización debe preservar los toques tradicionales.